# Syrmoptera amasa
Syrmoptera amasa är en fjärilsart som beskrevs av William Chapman Hewitson 1869. Syrmoptera amasa ingår i släktet Syrmoptera och familjen juvelvingar. Inga underarter finns listade i Catalogue of Life.

## Bildgalleri

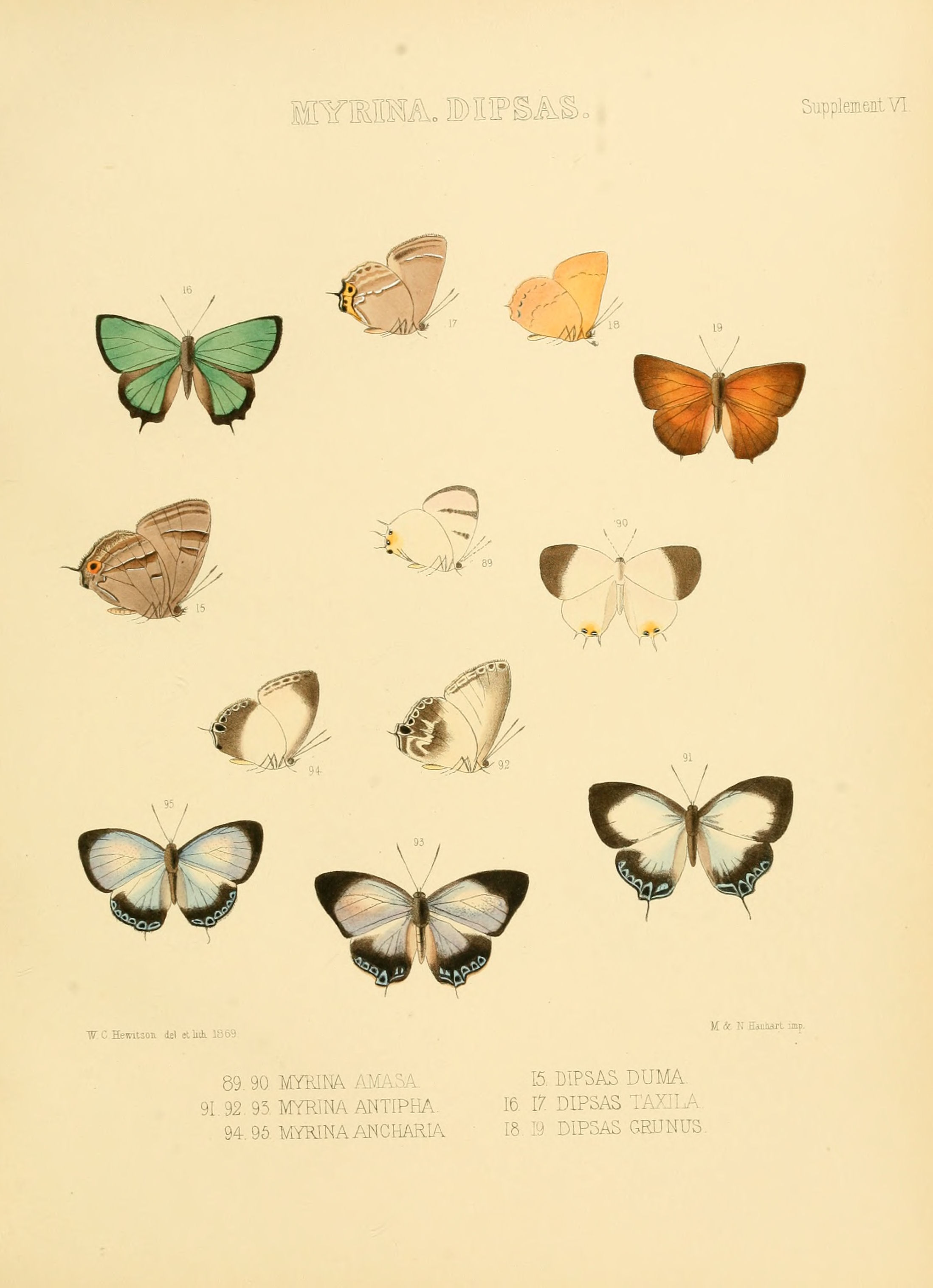
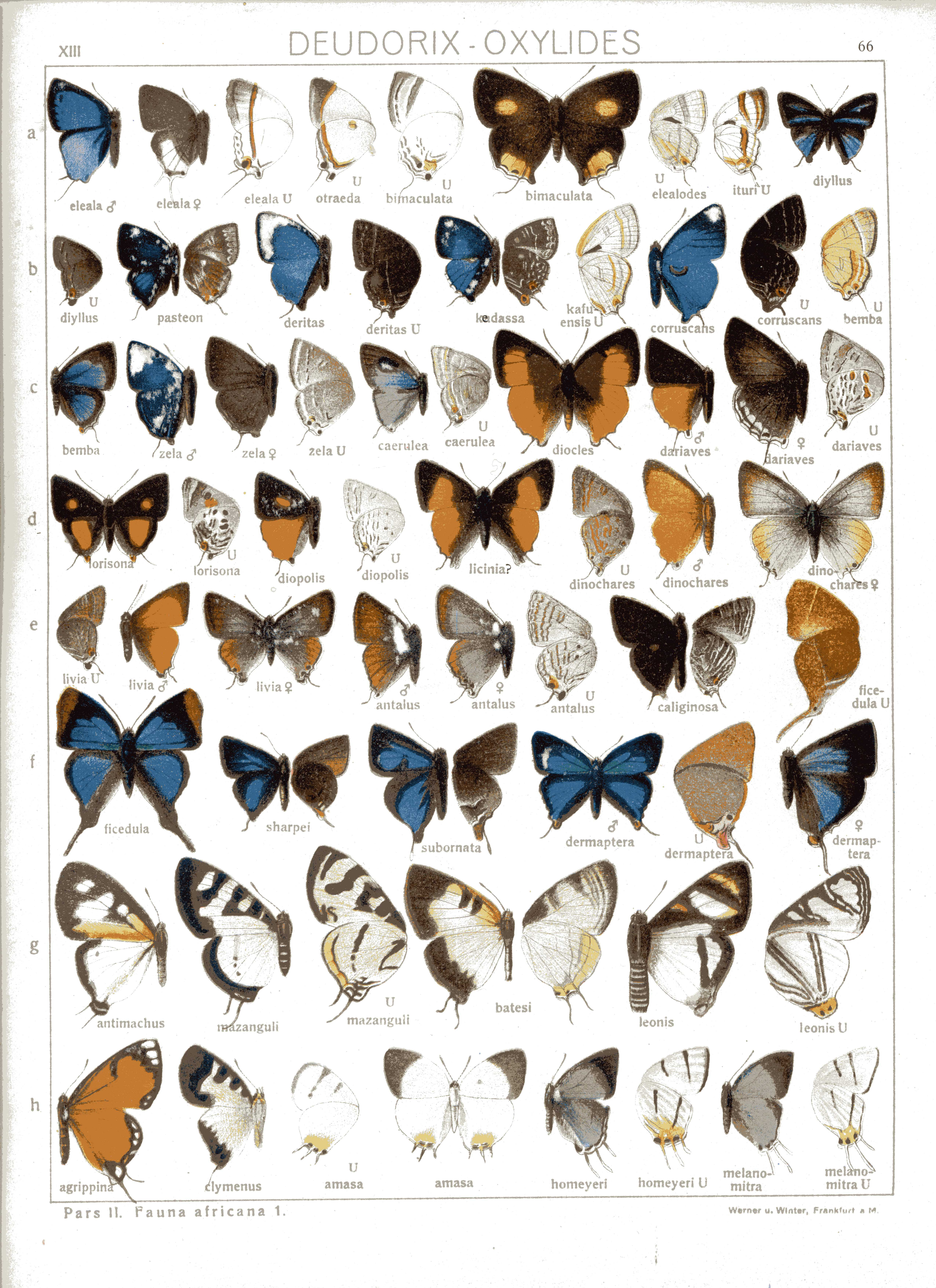
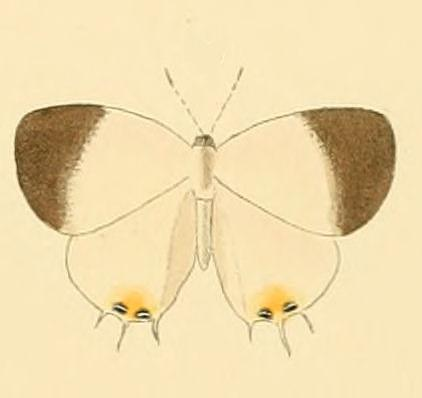